# 越後和典
越後 和典（えちご かずのり、1927年 - 2018年）は、日本の経済学者。専門は、経済政策・産業組織論。滋賀大学名誉教授。元産業学会会長。瑞宝中綬章受章。

## 来歴
1927年滋賀県に生まれる。1950年京都大学経済学部卒業。同大学院特別研究生、関西大学教授等を経て、1972年より滋賀大学経済学部教授。経済学部長・大学院経済学研究科長を務める。2005年に瑞宝中綬章を受章。この間、産業学会会長、日本経済政策学会副会長等を歴任。学界活動以外にも、通商産業省産業構造審議会、滋賀県地方労働委員会、彦根市総合発展計画審議会等で委員・会長を務める。

## 著書

### 単著
- 『日本造船工業論』（日本評論新社，1956）
- 『現代日本工業論』（法律文化社，1959）
- 『反独占政策論―アメリカの反トラスト政策』（ミネルヴァ書房，1965）
- 『工業経済―産業組織論』（ミネルヴァ書房，1965）
- 『寡占経済の基礎構造』（新評論，1969）
- 『競争と独占―産業組織論批判』（ミネルヴァ書房，1985）
- 『新オーストリア学派の思想と理論』（ミネルヴァ書房，2003）
- 『新オーストリア学派とその論敵』（慧文社，2011）

### 編著
- 『規模の経済性』（新評論、1969）
- 『産業組織論』（有斐閣，1973）

### 訳書
- W.J.フェルナー『寡占―少数者の競争』（好学社，1971）

## 栄典
- 2005年11月 瑞宝中綬章受章[1]